# Bebnum
Bebnum (cũng là Babnum) là một vị vua ít được biết đến ở Hạ Ai Cập trong thời kỳ Chuyển tiếp thứ hai, trị vì trong giai đoạn đầu hoặc giữa thế kỷ thứ 17 TCN.

## Vị trí trong biên niên sử
Theo Jürgen von Beckerath thì ông là vị vua thứ 14 của vương triều thứ 16 và là một chư hầu của các vị vua Hyksos thuộc vương triều thứ 15. Quan điểm này gần đây đã bị Kim Ryholt bác bỏ. Trong nghiên cứu vào năm 1997 của ông ta về thời kỳ Chuyển tiếp thứ hai, Ryholt lập luận rằng các vị vua của vương triều thứ 16 đã cai trị một vương quốc Theban độc lập vào khoảng năm 1650–1580 TCN Do vậy, Ryholt coi Bebnum, người mang một cái tên Semit, là vị vua thứ 34 của vương triều thứ 14 vốn là nhóm các vị vua có nguồn gốc Canaan. Vì vậy Bebnum sẽ cai trị toàn bộ phía đông đồng bằng châu thổ sông Nile từ Avaris cùng thời với vương triều thứ 13 có căn cứ tại Memphis.
Nghiên cứu này đã thuyết phục được một số nhà Ai Cập học như là Darrell Baker và Janine Bourriau, nhưng lại không thuyết phục được những người khác bao gồm cả Stephen Quirke.

## Chứng thực
Bebnum chỉ được chứng thực bởi một đoạn rách tách biệt thuộc cuộn giấy cói Turin, một bản danh sách vua được biên soạn vào Thời đại Ramesses và giữ vai trò là nguồn chính cho các vị vua thuộc thời kỳ chuyển tiếp thứ hai. Bởi vì đoạn rách này lại không gắn với phần còn lại của văn kiện này, điều này khiến cho việc xác định vị trí của Bebnum trong biên niên sử khó mà chắc chắn được. Tuy vậy, Ryholt đã tiến hành một nghiên cứu đối với các sợi của cuộn giấy cói này và đặt đoạn rách trên vào cột thứ 9 hàng thứ 28 của cuộn giấy (Gardiner mục 9.30).